# Prorella
Prorella is een geslacht van vlinders van de familie spanners (Geometridae), uit de onderfamilie Larentiinae.

## Soorten
- P. albida Cassino & Swett, 1923
- P. artestata Grossbeck, 1908
- P. desperata Hulst, 1896
- P. discoidalis Grossbeck, 1908
- P. emmedonia Grossbeck, 1908
- P. gypsata Grote, 1882
- P. insipidata Pearsall, 1910
- P. irremorata Dyar, 1923
- P. leucata Hulst, 1896
- P. mellisa Grossbeck, 1908
- P. ochrocarneata McDunnough, 1949
- P. opinata Pearsall, 1909
- P. protoptata McDunnough, 1938
- P. remorata Grossbeck, 1907
- P. tremorata McDunnough, 1949